# Top Dance Albums

Lady Gaga возглавляла чарт в течение 93 недель с 2008 по 2010 год

Dance/Electronic Albums, ранее известный как Top Electronic Albums — еженедельный публикуемый американским журналом «Billboard» хит-парад электронных альбомов-бестселлеров в США. Впервые чарт появился 30 июня 2001 года. Сначала он состоял из пятнадцати позиций, позже чарт был расширен до 25 мест. Ранжирование мест основано на точках продаж, зарегистрированных компанией Nielsen Soundscan, и на лицензированной цифровой дистрибуции от множества музыкальных интернет-магазинов.
Чарт Top Electronic Albums включает в себя долгоиграющие альбомы тех исполнителей, творчество которых связано с электронными музыкальными жанрами (хаус, техно, IDM, транс и т. д.), а также поп-ориентированная танцевальная музыка и электронные направления в хип-хопе. Также в чарт могут быть включены ремикс-альбомы всех исполнителей, ремикс-сборники диджеев, а также саундтреки к фильмам, в списках композиций которых, как правило, преобладает электронная и танцевальная музыка.
Первым альбомом № 1 в чарте Top Electronic Albums стал оригинальный саундтрек к фильму «Лара Крофт: Расхитительница гробниц».

## Списки альбомов № 1
Рекордсменом чарта является Леди Гага с дебютным альбомом The Fame, который дольше всех находился на первом месте хит-парада. Всего (с альбомами The Fame, The Fame Monster и The Remix) певица возглавляла чарт в течение 93 недель, при этом The Fame был лидером продаж среди электронных альбомов почти два с половиной года.
Списки альбомов № 1 по годам